# Kirill Wadimowitsch Gozuk
Kirill Wadimowitsch Gozuk (russisch Кирилл Вадимович Гоцук; * 10. September 1992 in Jelez) ist ein russischer Fußballspieler.

## Karriere
Gozuk wechselte zur Saison 2009 zum FK Jelez. Zur Saison 2012/13 wechselte er zum FK Metallurg Lipezk. In vier Spielzeiten in Lipezk kam er zu 93 Einsätzen in der Perwenstwo PFL, in denen er sieben Tore erzielte. Zur Saison 2016/17 schloss er sich dem Zweitligisten Schinnik Jaroslawl an. Im Juli 2016 debütierte er gegen Baltika Kaliningrad in der Perwenstwo FNL. Für Schinnik kam er in jener Spielzeit zu insgesamt 35 Zweitligaeinsätzen, in denen er zwei Tore erzielte.
Zur Saison 2017/18 wechselte Gozuk innerhalb der Liga zu Krylja Sowetow Samara. In Samara kam er bis zur Winterpause zu 18 Zweitligaeinsätzen. Im Februar 2018 wurde er bis Saisonende an den Ligakonkurrenten Awangard Kursk verliehen. Die Leihe wurde allerdings mehrmals verlängert und so verbrachte der Innenverteidiger insgesamt zwei Jahre in Kursk, in denen er 67 Zweitligapartien absolvierte.
Im Januar 2020 verließ Gozuk KS Samara schließlich endgültig und wechselte zum FK Nischni Nowgorod. In Nischni Nowgorod kam er bis zum COVID-bedingten Saisonabbruch 2019/20 zu zwei Einsätzen. In der Saison 2020/21 machte er 40 Zweitligapartien für den Verein, mit dem er zu Saisonende in die Premjer-Liga aufstieg. Sein Debüt in der höchsten Spielklasse gab er im Juli 2021 gegen den FK Sotschi.